# 陸曄
陸曄（261年—334年10月21日），字士光，吳郡吳縣（今江蘇省蘇州市）人。東晉時重要官員，官至散騎常侍、衛將軍。陸曄為東吳丞相陸遜的侄孫，祖父為陸遜弟陸瑁。

## 生平
陸曄年輕時就有高名望，父親陸英死後居喪期間亦以孝聞名。陸曄後來獲察孝廉，曾被任命為永世、烏江兩縣縣令，但陸曄不應命。
永嘉元年（307年），時任鎮東將軍的晉元帝司馬睿移鎮建康，任命陸曄為祭酒。永嘉五年（311年），江州刺史華軼拒絕接受在永嘉之亂後被推舉為盟主的晉元帝命令，於是被晉元帝討伐並兵敗被殺，陸曄亦因參與討伐而獲封平望亭侯，後遷任散騎常侍、吳郡大中正。晉元帝即位為帝，建立東晉後，陸曄改任太子詹事。前後歷任侍中和尚書、領州大中正。
太寧元年（323年），晉明帝即位後改任光祿勳，後擔任尚書左僕射、領太子少傅，不久又加授金紫光祿大夫，任領軍將軍。陸曄隨後因在王敦之亂中協助朝廷平定錢鳳而進封江陵伯。太寧三年（325年），晉明帝病重，陸曄與司徒王導、領尚書令卞壼、車騎將軍郗鑒、丹楊尹溫嶠和護軍將軍庾亮皆為顧命大臣，輔助皇太子司馬衍，陸曄更入殿統禁軍值夜。明帝於遺詔加陸曄散騎常侍，錄尚書事。
太子於次年即位為晉成帝，陸曄拜左光祿大夫，開府儀同三司。咸和二年（327年），歷陽太守蘇峻與鎮西將軍祖約叛亂並攻向首都建康，並於次年成功攻陷建康，掌握朝政並大肆搶掠、奴役士民，而當時陸曄與王導及荀崧等官員都在成帝身邊守護，並跟隨成帝遷至石頭城。陸曄當時舉動方正，不因蘇峻等人的凶暴行為而動搖變節；而蘇峻亦因陸曄在江東有很高名望而不敢加害，而他留守建康留臺。
咸和四年（329年），當時蘇峻已被荊州刺史陶侃領導的討伐軍所殺，部分叛軍兵眾潰散，陸曄與其弟陸玩成功勸說匡術以宮城苑城歸降西面討伐軍，百官都到臨苑城並推舉陸曄督宮城軍事。蘇峻之亂平定後，加授衛將軍，並進爵為江陵公。
咸和九年九月戊寅日（334年10月21日），陸曄病逝，享年七十四歲。晉成帝追贈陸曄侍中、車騎大將軍，諡穆。

## 家庭

### 祖父
- 陸瑁，陸遜弟，東吳吏部尚書。

### 父親
- 陸英，晉高平國相。

### 兄弟
- 陸玩，陸曄弟，東晉重要官員，官至司空。

### 子女
- 陸諶，東晉散騎常侍
- 陸嘏，陸曄次子，封新康子。

## 評論
- 晉書評：「陸曄等並以時望國華，效彰歷試，迭居端揆，參掌機衡。然皆率由舊章，得免祗悔。」「士光時望、士瑤允當。政既弟兄，任惟台相。」
- 堂兄陸機：我家世不乏公矣。
- 晉明帝：曄清操忠貞，歷職顯允，且其兄弟事君如父，憂國如家，歲寒不凋，體自門風。

## 延伸阅读
[在维基数据编辑]
 《晉書·卷077》，出自房玄齡《晉書》